# Вучевица (Владимирци)
Вучевица је насеље у Србији у општини Владимирци у Мачванском округу. Према попису из 2022. било је 92 становника.

## Галерија
- Зграда Месне заједнице
- Споменик палим борцима
- Споменик палим борцима

## Демографија
У насељу Вучевица живи 92 пунолетна становника, а просечна старост становништва износи 49,2 година (46,1 код мушкараца и 52,6 код жена). У насељу има 35 домаћинстава, а просечан број чланова по домаћинству је 3,09.
Ово насеље је великим делом насељено Србима (према попису из 2002. године), а у последња три пописа, примећен је пад у броју становника.
|  |

| Демографија | Демографија | Демографија |
| Година      | Становника  | Становника  |
| ----------- | ----------- | ----------- |
| 1948.       | 228         |             |
| 1953.       | 261         |             |
| 1961.       | 244         |             |
| 1971.       | 210         |             |
| 1981.       | 169         |             |
| 1991.       | 150         | 150         |
| 2002.       | 108         | 108         |

| Етнички састав према попису из 2002.‍ | Етнички састав према попису из 2002.‍ | Етнички састав према попису из 2002.‍ | Етнички састав према попису из 2002.‍ | Етнички састав према попису из 2002.‍ |
| ------------------------------------ | ------------------------------------ | ------------------------------------ | ------------------------------------ | ------------------------------------ |
|                                      |                                      |                                      |                                      |                                      |
| Срби                                 | Срби                                 |                                      | 104                                  | 96,29%                               |
| непознато                            | непознато                            |                                      | 4                                    | 3,70%                                |

| Година пописа     | 1948. | 1953. | 1961. | 1971. | 1981. | 1991. | 2002. |
| ----------------- | ----- | ----- | ----- | ----- | ----- | ----- | ----- |
| Број домаћинстава | 34    | 34    | 49    | 51    | 50    | 47    | 35    |

| Број чланова      | 1 | 2  | 3 | 4 | 5 | 6 | 7 | 8 | 9 | 10 и више | Просек |
| ----------------- | - | -- | - | - | - | - | - | - | - | --------- | ------ |
| Број домаћинстава | 6 | 11 | 6 | 4 | 3 | 4 | 1 | 0 | 0 | 0         | 3,09   |

| Пол    | Укупно | Неожењен/Неудата | Ожењен/Удата | Удовац/Удовица | Разведен/Разведена | Непознато |
| ------ | ------ | ---------------- | ------------ | -------------- | ------------------ | --------- |
| Мушки  | 48     | 11               | 32           | 3              | 0                  | 2         |
| Женски | 48     | 2                | 33           | 11             | 0                  | 2         |
| УКУПНО | 96     | 13               | 65           | 14             | 0                  | 4         |

| Пол    | Укупно                    | Пољопривреда, лов и шумарство | Рибарство                            | Вађење руде и камена | Прерађивачка индустрија       |
| ------ | ------------------------- | ----------------------------- | ------------------------------------ | -------------------- | ----------------------------- |
| Мушки  | 34                        | 29                            | 0                                    | 0                    | 1                             |
| Женски | 25                        | 22                            | 0                                    | 1                    | 1                             |
| УКУПНО | 59                        | 51                            | 0                                    | 1                    | 2                             |
| Пол    | Производња и снабдевање   | Грађевинарство                | Трговина                             | Хотели и ресторани   | Саобраћај, складиштење и везе |
| Мушки  | 0                         | 0                             | 1                                    | 0                    | 0                             |
| Женски | 0                         | 0                             | 0                                    | 0                    | 0                             |
| УКУПНО | 0                         | 0                             | 1                                    | 0                    | 0                             |
| Пол    | Финансијско посредовање   | Некретнине                    | Државна управа и одбрана             | Образовање           | Здравствени и социјални рад   |
| Мушки  | 0                         | 0                             | 2                                    | 1                    | 0                             |
| Женски | 0                         | 0                             | 0                                    | 1                    | 0                             |
| УКУПНО | 0                         | 0                             | 2                                    | 2                    | 0                             |
| Пол    | Остале услужне активности | Приватна домаћинства          | Екстериторијалне организације и тела | Непознато            | Непознато                     |
| Мушки  | 0                         | 0                             | 0                                    | 0                    | 0                             |
| Женски | 0                         | 0                             | 0                                    | 0                    | 0                             |
| УКУПНО | 0                         | 0                             | 0                                    | 0                    | 0                             |